# NGC 4329
NGC 4329 é uma galáxia elíptica (E) localizada na direcção da constelação de Corvus. Possui uma declinação de -12° 33' 29" e uma ascensão recta de 12 horas, 23 minutos e 20,7 segundos.
A galáxia NGC 4329 foi descoberta em 9 de Março de 1828 por John Herschel.